# Circoscrizione Calabria (Senato della Repubblica)
La circoscrizione Calabria è una circoscrizione elettorale italiana per l'elezione del Senato della Repubblica.

## Storia
La circoscrizione elettorale venne istituita, con altre 19, per le prime elezioni del Senato della Repubblica, tramite Legge del 6 febbraio 1948, n. 29 in ottemperanza alla Costituzione della Repubblica Italiana che prescrive, all'art. 57, che «il Senato della Repubblica è eletto a base regionale». Fu suddivisa in 10 collegi di lista, in base al D.P.R. del 6 febbraio 1948, n. 30.
In rispetto del suddetto articolo, la circoscrizione venne riconfermata in seguito in tutte le leggi elettorali inerenti al Senato della Repubblica.
La Legge 4 agosto 1993, n. 276 modificò il territorio suddividendolo in 8 collegi uninominali, in base al D.Lgs. del 20 dicembre 1993 n. 535. I suddetti collegi vennero aboliti dalla Legge del 21 dicembre 2005, n. 270.
L'attuale Legge 3 novembre 2017, n. 165, ha ricreato nel territorio della circoscrizione collegi uninominali e collegi plurinominali che devono essere determinati dal governo tramite decreto legislativo.

## Territorio
Il territorio della circoscrizione corrisponde, fin dalla sua istituzione, a quello della regione Calabria.

## Seggi
Per l'attribuzione dei seggi spettanti ad ogni regione, bisogna ottemperare anche in questo caso alla Costituzione della Repubblica Italiana la quale prescriveva, alla data di promulgazione del 1948, che «Nessuna Regione può avere un numero di senatori inferiore a sei. La Valle d’Aosta ha un solo senatore», modificata poi con la Legge costituzionale 9 febbraio 1963, n. 2 che recita «Nessuna Regione può avere un numero di senatori inferiori a sette; il Molise ne ha due, la Valle d’Aosta uno.»
Partendo da un minimo costituzionale di sei seggi per regione, divenuti poi sette, la ripartizione dei seggi spettanti alla circoscrizione viene effettuata in proporzione alla popolazione delle Regioni, quale risulta dall'ultimo censimento generale, sulla base dei quozienti interi e dei più alti resti.

## Dal 1948 al 1993
In base alla legge in vigore dal 1948, essenzialmente proporzionale, i partiti presentavano in ogni circoscrizione un candidato per ogni collegio. All'interno di ciascun collegio, veniva eletto senatore il candidato che avesse raggiunto il quorum del 65% delle preferenze. Qualora nessun candidato avesse conseguito l'elezione, i voti di tutti i candidati venivano raggruppati nelle liste di partito a livello regionale, dove i seggi venivano allocati utilizzando il metodo D'Hondt delle maggiori medie statistiche e quindi, all'interno di ciascuna lista, venivano dichiarati eletti senatori i candidati con le migliori percentuali di preferenza.

### Collegi elettorali
- Catanzaro
- Vibo Valentia
- Crotone
- Lamezia Terme (già Nicastro, dal 1948 al 1968)
- Cosenza
- Castrovillari-Paola
- Rossano
- Palmi
- Reggio Calabria
- Locri

### I Legislatura
Nessun candidato nei 10 collegi uninominali raggiunse il quorum del 65% dei voti per essere eletto automaticamente; i seggi vennero pertanto assegnati proporzionalmente ai voti ricevuti.
| Partito                            | Partito                                          | Risultati 18 aprile 1948 | Risultati 18 aprile 1948 | Risultati 18 aprile 1948 | Seggi | Seggi |
| Partito                            | Partito                                          | Voti                     | %                        | ±                        | Num   | ±     |
| ---------------------------------- | ------------------------------------------------ | ------------------------ | ------------------------ | ------------------------ | ----- | ----- |
|                                    | Democrazia Cristiana                             | 351 963                  | 44,38                    | n.d.                     | 5     | n.d.  |
|                                    | Fronte Democratico Popolare                      | 239 996                  | 30,26                    | n.d.                     | 3     | n.d.  |
|                                    | Blocco Nazionale                                 | 121 535                  | 15,33                    | n.d.                     | 2     | n.d.  |
|                                    | Indipendenti                                     | 61 485                   | 7,75                     | n.d.                     | 0     | n.d.  |
|                                    | Movimento Nazionalista per la Democrazia Sociale | 9 535                    | 1,20                     | n.d.                     | 0     | n.d.  |
|                                    | Partito Repubblicano Italiano                    | 7 438                    | 0,94                     | n.d.                     | 0     | n.d.  |
|                                    | Unità Socialista                                 | 1 052                    | 0,13                     | n.d.                     | 0     | n.d.  |
|                                    |                                                  |                          |                          |                          |       |       |
| Iscritti                           | Iscritti                                         | 946 714                  | 100,00                   |                          |       |       |
| ↳ Votanti (% su iscritti)          | ↳ Votanti (% su iscritti)                        | 840 204                  | 88,75                    | n.d.                     |       |       |
| ↳ Voti validi (% su votanti)       | ↳ Voti validi (% su votanti)                     | 793 004                  | 94,38                    |                          |       |       |
| ↳ Schede non valide (% su votanti) | ↳ Schede non valide (% su votanti)               | 47 200                   | 5,62                     |                          |       |       |
| ↳ Astenuti (% su iscritti)         | ↳ Astenuti (% su iscritti)                       | 106 510                  | 11,25                    |                          |       |       |

| Eletti | Eletti                        |
| ------ | ----------------------------- |
|        | Giuseppe Lavia                |
|        | Francesco Miceli Picardi      |
|        | Domenico Romano               |
|        | Rocco Salomone                |
|        | Nicola Vaccaro                |
|        | Domenico Rizzo                |
|        | Francesco Spezzano            |
|        | Alberigo Oreste Talarico      |
|        | Filippo Caminiti              |
|        | Roberto Lucifero d'Aprigliano |

### II Legislatura
| Partito                            | Partito                                 | Risultati 7 giugno 1953 | Risultati 7 giugno 1953 | Risultati 7 giugno 1953 | Seggi | Seggi |
| Partito                            | Partito                                 | Voti                    | %                       | ±                       | Num   | ±     |
| ---------------------------------- | --------------------------------------- | ----------------------- | ----------------------- | ----------------------- | ----- | ----- |
|                                    | Democrazia Cristiana                    | 331 645                 | 40,48                   | -4,05                   | 5     | /     |
|                                    | Partito Comunista Italiano              | 176 989                 | 21,60                   | n.d.                    | 2     | n.d.  |
|                                    | Partito Socialista Italiano             | 89 453                  | 10,92                   | n.d.                    | 1     | n.d.  |
|                                    | Partito Nazionale Monarchico            | 82 737                  | 10,10                   | n.d.                    | 1     | n.d.  |
|                                    | Movimento Sociale Italiano              | 80 518                  | 9,83                    | n.d.                    | 1     | n.d.  |
|                                    | Partito Liberale Italiano               | 27 946                  | 3,41                    | n.d.                    | 0     | n.d.  |
|                                    | Partito Socialista Democratico Italiano | 10 292                  | 1,26                    | n.d.                    | 0     | n.d.  |
|                                    | Alleanza Democratica Nazionale          | 9 836                   | 1,20                    | n.d.                    | 0     | n.d.  |
|                                    | Altre liste                             | 9 836                   | 1,20                    | n.d.                    | 0     | n.d.  |
|                                    |                                         |                         |                         |                         |       |       |
| Iscritti                           | Iscritti                                | 977 000                 | 100,00                  |                         |       |       |
| ↳ Votanti (% su iscritti)          | ↳ Votanti (% su iscritti)               | 878 285                 | 89,90                   | +1,15                   |       |       |
| ↳ Voti validi (% su votanti)       | ↳ Voti validi (% su votanti)            | 819 252                 | 93,28                   |                         |       |       |
| ↳ Schede non valide (% su votanti) | ↳ Schede non valide (% su votanti)      | 59 033                  | 6,72                    |                         |       |       |
| ↳ Astenuti (% su iscritti)         | ↳ Astenuti (% su iscritti)              | 98 715                  | 10,10                   |                         |       |       |

| Eletti | Eletti                  |
| ------ | ----------------------- |
|        | Francesco Calauti       |
|        | Domenico Romano         |
|        | Rocco Salomone          |
|        | Tommaso Spasari         |
|        | Nicola Vaccaro          |
|        | Luca De Luca            |
|        | Francesco Spezzano      |
|        | Rocco Vincenzo Agostino |
|        | Domenico Tripepi        |
|        | Michele Barbaro         |

### III Legislatura
| Partito                            | Partito                                        | Risultati 25 maggio 1958 | Risultati 25 maggio 1958 | Risultati 25 maggio 1958 | Seggi | Seggi |
| Partito                            | Partito                                        | Voti                     | %                        | ±                        | Num   | ±     |
| ---------------------------------- | ---------------------------------------------- | ------------------------ | ------------------------ | ------------------------ | ----- | ----- |
|                                    | Democrazia Cristiana                           | 381 184                  | 42,95                    | +2,62                    | 5     | /     |
|                                    | Partito Comunista Italiano                     | 205 938                  | 23,20                    | +1,68                    | 3     | +1    |
|                                    | Partito Socialista Italiano                    | 117 972                  | 13,29                    | +2,41                    | 1     | /     |
|                                    | Movimento Sociale Italiano                     | 71 829                   | 8,09                     | -1,70                    | 1     | /     |
|                                    | Partito Liberale Italiano                      | 34 621                   | 3,90                     | +0,50                    | 0     | n.d.  |
|                                    | Partito Nazionale Monarchico                   | 30 876                   | 3,48                     | -6,58                    | 0     | -1    |
|                                    | Partito Monarchico Popolare                    | 28 844                   | 3,25                     | n.d.                     | 0     | n.d.  |
|                                    | Partito Socialista Democratico Italiano        | 9 522                    | 1,07                     | -0,18                    | 0     | n.d.  |
|                                    | Partito Repubblicano Italiano-Partito Radicale | 3 882                    | 0,44                     | n.d.                     | 0     | n.d.  |
|                                    | Quadrifoglio                                   | 2 818                    | 0,32                     | n.d.                     | 0     | n.d.  |
|                                    |                                                |                          |                          |                          |       |       |
| Iscritti                           | Iscritti                                       | 1 059 354                | 100,00                   |                          |       |       |
| ↳ Votanti (% su iscritti)          | ↳ Votanti (% su iscritti)                      | 941 313                  | 88,86                    | -1,04                    |       |       |
| ↳ Voti validi (% su votanti)       | ↳ Voti validi (% su votanti)                   | 887 486                  | 94,28                    |                          |       |       |
| ↳ Schede non valide (% su votanti) | ↳ Schede non valide (% su votanti)             | 53 827                   | 5,72                     |                          |       |       |
| ↳ Astenuti (% su iscritti)         | ↳ Astenuti (% su iscritti)                     | 118 041                  | 11,14                    |                          |       |       |

| Eletti | Eletti                   |
| ------ | ------------------------ |
|        | Antonio Berlingieri      |
|        | Giuseppe Mario Militerni |
|        | Domenico Romano          |
|        | Rocco Salomone           |
|        | Tommaso Spasari          |
|        | Luca De Luca             |
|        | Francesco Primerano      |
|        | Francesco Spezzano       |
|        | Giuseppe Marazzita       |
|        | Michele Barbaro          |

### IV Legislatura
| Partito                            | Partito                                          | Risultati 28 aprile 1963 | Risultati 28 aprile 1963 | Risultati 28 aprile 1963 | Seggi | Seggi |
| Partito                            | Partito                                          | Voti                     | %                        | ±                        | Num   | ±     |
| ---------------------------------- | ------------------------------------------------ | ------------------------ | ------------------------ | ------------------------ | ----- | ----- |
|                                    | Democrazia Cristiana                             | 342 182                  | 39,13                    | -3,82                    | 5     | /     |
|                                    | Partito Comunista Italiano                       | 230 838                  | 26,40                    | +3,20                    | 4     | +1    |
|                                    | Partito Socialista Italiano                      | 137 316                  | 15,70                    | +2,41                    | 2     | +1    |
|                                    | Movimento Sociale Italiano                       | 83 354                   | 9,53                     | +1,44                    | 1     | /     |
|                                    | Partito Liberale Italiano                        | 40 170                   | 4,59                     | +0,60                    | 0     | /     |
|                                    | Partito Democratico Italiano di Unità Monarchica | 20 757                   | 2,37                     | n.d.                     | 0     | n.d.  |
|                                    | Partito Socialista Democratico Italiano          | 19 908                   | 2,28                     | +1,21                    | 0     | /     |
|                                    |                                                  |                          |                          |                          |       |       |
| Iscritti                           | Iscritti                                         | 1 083 423                | 100,00                   |                          |       |       |
| ↳ Votanti (% su iscritti)          | ↳ Votanti (% su iscritti)                        | 935 278                  | 86,33                    | -2,53                    |       |       |
| ↳ Voti validi (% su votanti)       | ↳ Voti validi (% su votanti)                     | 874 525                  | 93,50                    |                          |       |       |
| ↳ Schede non valide (% su votanti) | ↳ Schede non valide (% su votanti)               | 60 753                   | 6,50                     |                          |       |       |
| ↳ Astenuti (% su iscritti)         | ↳ Astenuti (% su iscritti)                       | 148 145                  | 13,67                    |                          |       |       |

| Eletti | Eletti                   |
| ------ | ------------------------ |
|        | Antonio Berlingieri      |
|        | Giuseppe Mario Militerni |
|        | Arturo Perugini          |
|        | Vittorio Pugliese        |
|        | Tommaso Spasari          |
|        | Luca De Luca             |
|        | Luigi Gullo              |
|        | Armando Scarpino         |
|        | Francesco Spezzano       |
|        | Giuseppe Femia           |
|        | Achille Salerni          |
|        | Michele Barbaro          |

### V Legislatura
| Partito                            | Partito                                                                           | Risultati 19 maggio 1968 | Risultati 19 maggio 1968 | Risultati 19 maggio 1968 | Seggi | Seggi |
| Partito                            | Partito                                                                           | Voti                     | %                        | ±                        | Num   | ±     |
| ---------------------------------- | --------------------------------------------------------------------------------- | ------------------------ | ------------------------ | ------------------------ | ----- | ----- |
|                                    | Democrazia Cristiana                                                              | 350 925                  | 40,17                    | +1,04                    | 5     | /     |
|                                    | Partito Comunista Italiano-Partito Socialista Italiano di Unità Proletaria (1964) | 241 104                  | 27,60                    | n.d.                     | 4     | /     |
|                                    | PSI-PSDI Unificati                                                                | 151 396                  | 17,33                    | n.d.                     | 2     | /     |
|                                    | Movimento Sociale Italiano                                                        | 80 613                   | 9,23                     | -0,30                    | 1     | /     |
|                                    | Partito Liberale Italiano                                                         | 31 502                   | 3,61                     | -0,98                    | 0     | /     |
|                                    | Partito Repubblicano Italiano                                                     | 12 126                   | 1,39                     | n.d.                     | 0     | n.d.  |
|                                    | Partito Democratico Italiano di Unità Monarchica                                  | 5 848                    | 0,67                     | -1,70                    | 0     | /     |
|                                    |                                                                                   |                          |                          |                          |       |       |
| Iscritti                           | Iscritti                                                                          | 1 096 297                | 100,00                   |                          |       |       |
| ↳ Votanti (% su iscritti)          | ↳ Votanti (% su iscritti)                                                         | 937 324                  | 85,50                    | -0,83                    |       |       |
| ↳ Voti validi (% su votanti)       | ↳ Voti validi (% su votanti)                                                      | 873 514                  | 93,19                    |                          |       |       |
| ↳ Schede non valide (% su votanti) | ↳ Schede non valide (% su votanti)                                                | 63 810                   | 6,81                     |                          |       |       |
| ↳ Astenuti (% su iscritti)         | ↳ Astenuti (% su iscritti)                                                        | 158 973                  | 14,50                    |                          |       |       |

| Eletti | Eletti                          |
| ------ | ------------------------------- |
|        | Tommaso Spasari                 |
|        | Antonino Murmura                |
|        | Fausto Bisantis                 |
|        | Gennaro Cassiani                |
|        | Francesco Smurra                |
|        | Luigi Tropeano                  |
|        | Pasquale Poerio                 |
|        | Emilio Maria Giuseppe Argiroffi |
|        | Antonio Pellicanò               |
|        | Gaetano Mancini                 |
|        | Luigi Bloise                    |
|        | Carmelo Dinaro                  |

### VI Legislatura
| Partito                            | Partito                                                                           | Risultati 7 maggio 1972 | Risultati 7 maggio 1972 | Risultati 7 maggio 1972 | Seggi | Seggi |
| Partito                            | Partito                                                                           | Voti                    | %                       | ±                       | Num   | ±     |
| ---------------------------------- | --------------------------------------------------------------------------------- | ----------------------- | ----------------------- | ----------------------- | ----- | ----- |
|                                    | Democrazia Cristiana                                                              | 334 443                 | 37,75                   | -2,42                   | 5     | /     |
|                                    | Partito Comunista Italiano-Partito Socialista Italiano di Unità Proletaria (1964) | 247 011                 | 27,88                   | +0,28                   | 4     | /     |
|                                    | Movimento Sociale Italiano                                                        | 135 145                 | 15,26                   | +6,03                   | 2     | +1    |
|                                    | Partito Socialista Italiano                                                       | 117 615                 | 13,28                   | n.d.                    | 1     | n.d.  |
|                                    | Partito Socialista Democratico Italiano                                           | 27 494                  | 3,10                    | n.d.                    | 0     | n.d.  |
|                                    | Partito Repubblicano Italiano                                                     | 15 350                  | 1,73                    | +0,34                   | 0     | /     |
|                                    | Partito Liberale Italiano                                                         | 8 777                   | 0,99                    | -2,62                   | 0     | /     |
|                                    |                                                                                   |                         |                         |                         |       |       |
| Iscritti                           | Iscritti                                                                          | 112 203                 | 100,00                  |                         |       |       |
| ↳ Votanti (% su iscritti)          | ↳ Votanti (% su iscritti)                                                         | 939 552                 | 837,37                  | -1,02                   |       |       |
| ↳ Voti validi (% su votanti)       | ↳ Voti validi (% su votanti)                                                      | 885 835                 | 94,28                   |                         |       |       |
| ↳ Schede non valide (% su votanti) | ↳ Schede non valide (% su votanti)                                                | 53 717                  | 5,72                    |                         |       |       |
| ↳ Astenuti (% su iscritti)         | ↳ Astenuti (% su iscritti)                                                        | -827 349                | -737,37                 |                         |       |       |

| Eletti | Eletti                          |
| ------ | ------------------------------- |
|        | Elio Tiriolo                    |
|        | Antonino Murmura                |
|        | Domenico Gaudio                 |
|        | Gennaro Cassiani                |
|        | Francesco Smurra                |
|        | Pasquale Poerio                 |
|        | Armando Scarpino                |
|        | Umile Peluso                    |
|        | Emilio Maria Giuseppe Argiroffi |
|        | Carmelo Dinaro                  |
|        | Ciccio Franco                   |
|        | Luigi Bloise                    |

### VII Legislatura
| Partito                            | Partito                                       | Risultati 20 giugno 1976 | Risultati 20 giugno 1976 | Risultati 20 giugno 1976 | Seggi | Seggi |
| Partito                            | Partito                                       | Voti                     | %                        | ±                        | Num   | ±     |
| ---------------------------------- | --------------------------------------------- | ------------------------ | ------------------------ | ------------------------ | ----- | ----- |
|                                    | Democrazia Cristiana                          | 356 398                  | 38,63                    | +0,8                     | 5     | /     |
|                                    | Partito Comunista Italiano                    | 306 376                  | 33,21                    | n.d.                     | 4     | n.d.  |
|                                    | Partito Socialista Italiano                   | 117 846                  | 12,77                    | -0,51                    | 1     | /     |
|                                    | Movimento Sociale Italiano - Destra Nazionale | 99 724                   | 10,81                    | n.d.                     | 1     | n.d.  |
|                                    | Partito Socialista Democratico Italiano       | 20 130                   | 2,18                     | -0,92                    | 0     | /     |
|                                    | Partito Repubblicano Italiano                 | 12 275                   | 1,33                     | -0,40                    | 0     | /     |
|                                    | Partito Liberale Italiano                     | 5 300                    | 0,57                     | -0,42                    | 0     | /     |
|                                    | Partito Radicale                              | 4 605                    | 0,50                     | n.d.                     | 0     | n.d.  |
|                                    |                                               |                          |                          |                          |       |       |
| Iscritti                           | Iscritti                                      | 112 203                  | 100,00                   |                          |       |       |
| ↳ Votanti (% su iscritti)          | ↳ Votanti (% su iscritti)                     | 975 169                  | 869,11                   | +0,80                    |       |       |
| ↳ Voti validi (% su votanti)       | ↳ Voti validi (% su votanti)                  | 922 654                  | 94,61                    |                          |       |       |
| ↳ Schede non valide (% su votanti) | ↳ Schede non valide (% su votanti)            | 52 515                   | 5,39                     |                          |       |       |
| ↳ Astenuti (% su iscritti)         | ↳ Astenuti (% su iscritti)                    | -862 966                 | -769,11                  |                          |       |       |

| Eletti | Eletti           |
| ------ | ---------------- |
|        | Elio Tiriolo     |
|        | Antonino Murmura |
|        | Antonino Senese  |
|        | Carlo Romei      |
|        | Francesco Smurra |
|        | Luigi Tropeano   |
|        | Mario Sestito    |
|        | Giuseppe Vitale  |
|        | Umile Peluso     |
|        | Sisinio Zito     |
|        | Ciccio Franco    |

### VIII Legislatura
| Partito                            | Partito                                       | Risultati 3 giugno 1979 | Risultati 3 giugno 1979 | Risultati 3 giugno 1979 | Seggi | Seggi |
| Partito                            | Partito                                       | Voti                    | %                       | ±                       | Num   | ±     |
| ---------------------------------- | --------------------------------------------- | ----------------------- | ----------------------- | ----------------------- | ----- | ----- |
|                                    | Democrazia Cristiana                          | 368 625                 | 40,34                   | +1,71                   | 5     | /     |
|                                    | Partito Comunista Italiano                    | 260 501                 | 28,51                   | -4,70                   | 3     | -1    |
|                                    | Partito Socialista Italiano                   | 139 062                 | 15,22                   | +2,45                   | 2     | +1    |
|                                    | Movimento Sociale Italiano - Destra Nazionale | 84 217                  | 9,22                    | -1,59                   | 1     | /     |
|                                    | Partito Socialista Democratico Italiano       | 22 865                  | 2,50                    | +0,32                   | 0     | /     |
|                                    | Partito Repubblicano Italiano                 | 12 633                  | 1,38                    | +0,05                   | 0     | /     |
|                                    | Partito Radicale-Nuova Sinistra Unita         | 12 444                  | 1,36                    | n.d.                    | 0     | /     |
|                                    | Partito Liberale Italiano                     | 6 152                   | 0,67                    | +0,10                   | 0     | n.d.  |
|                                    | Partito Popolare Calabrese                    | 4 009                   | 0,44                    | n.d.                    | 0     | n.d.  |
|                                    | Democrazia Nazionale - Costituente di Destra  | 3 261                   | 0,36                    | n.d.                    | 0     | n.d.  |
|                                    |                                               |                         |                         |                         |       |       |
| Iscritti                           | Iscritti                                      | 1 255 904               | 100,00                  |                         |       |       |
| ↳ Votanti (% su iscritti)          | ↳ Votanti (% su iscritti)                     | 981 243                 | 78,13                   | -7,15                   |       |       |
| ↳ Voti validi (% su votanti)       | ↳ Voti validi (% su votanti)                  | 913 769                 | 93,12                   |                         |       |       |
| ↳ Schede non valide (% su votanti) | ↳ Schede non valide (% su votanti)            | 67 474                  | 6,88                    |                         |       |       |
| ↳ Astenuti (% su iscritti)         | ↳ Astenuti (% su iscritti)                    | 274 661                 | 21,87                   |                         |       |       |

| Eletti | Eletti                  |
| ------ | ----------------------- |
|        | Elio Tiriolo            |
|        | Antonino Murmura        |
|        | Carlo Romei             |
|        | Sebastiano Vincelli     |
|        | Giuseppe Fimognari      |
|        | Luigi Tropeano          |
|        | Mario Sestito           |
|        | Emilio Argiroffi        |
|        | Giuseppe Lelio Petronio |
|        | Sisinio Zito            |
|        | Ciccio Franco           |

### IX Legislatura
| Partito                            | Partito                                                                                         | Risultati 26 giugno 1983 | Risultati 26 giugno 1983 | Risultati 26 giugno 1983 | Seggi | Seggi |
| Partito                            | Partito                                                                                         | Voti                     | %                        | ±                        | Num   | ±     |
| ---------------------------------- | ----------------------------------------------------------------------------------------------- | ------------------------ | ------------------------ | ------------------------ | ----- | ----- |
|                                    | Democrazia Cristiana                                                                            | 322 724                  | 34,61                    | -5,73                    | 4     | -1    |
|                                    | Partito Comunista Italiano                                                                      | 275 129                  | 29,50                    | +0,99                    | 4     | +1    |
|                                    | Partito Socialista Italiano                                                                     | 153 391                  | 16,45                    | +1,22                    | 2     | /     |
|                                    | Movimento Sociale Italiano - Destra Nazionale                                                   | 99 620                   | 10,68                    | +1,46                    | 1     | /     |
|                                    | Partito Liberale Italiano-Partito Repubblicano Italiano-Partito Socialista Democratico Italiano | 47 608                   | 5,11                     | n.d.                     | 0     | n.d.  |
|                                    | Partito Nazionale Pensionati                                                                    | 18 186                   | 1,95                     | n.d.                     | 0     | n.d.  |
|                                    | Partito Radicale                                                                                | 8 999                    | 0,97                     | n.d.                     | 0     | n.d.  |
|                                    | Democrazia Proletaria                                                                           | 6 867                    | 0,74                     | n.d.                     | 0     | n.d.  |
|                                    |                                                                                                 |                          |                          |                          |       |       |
| Iscritti                           | Iscritti                                                                                        | 1 318 951                | 100,00                   |                          |       |       |
| ↳ Votanti (% su iscritti)          | ↳ Votanti (% su iscritti)                                                                       | 1 026 565                | 77,83                    | -0,30                    |       |       |
| ↳ Voti validi (% su votanti)       | ↳ Voti validi (% su votanti)                                                                    | 932 524                  | 90,84                    |                          |       |       |
| ↳ Schede non valide (% su votanti) | ↳ Schede non valide (% su votanti)                                                              | 94 041                   | 9,16                     |                          |       |       |
| ↳ Astenuti (% su iscritti)         | ↳ Astenuti (% su iscritti)                                                                      | 292 386                  | 22,17                    |                          |       |       |

| Eletti | Eletti                   |
| ------ | ------------------------ |
|        | Antonino Murmura         |
|        | Carlo Romei              |
|        | Giuseppe Mascaro         |
|        | Giuseppe Fimognari       |
|        | Antonio Alberti          |
|        | Luigi Pingitore          |
|        | Giuseppe Paolo Guarascio |
|        | Francesco Martorelli     |
|        | Salvatore Frasca         |
|        | Sisinio Zito             |
|        | Ciccio Franco            |

### X Legislatura
| Partito                            | Partito                                                                              | Risultati 14 giugno 1987 | Risultati 14 giugno 1987 | Risultati 14 giugno 1987 | Seggi | Seggi |
| Partito                            | Partito                                                                              | Voti                     | %                        | ±                        | Num   | ±     |
| ---------------------------------- | ------------------------------------------------------------------------------------ | ------------------------ | ------------------------ | ------------------------ | ----- | ----- |
|                                    | Democrazia Cristiana                                                                 | 348 303                  | 35,98                    | +1,37                    | 4     | /     |
|                                    | Partito Comunista Italiano                                                           | 294 872                  | 30,46                    | +0,96                    | 4     | /     |
|                                    | Partito Socialista Italiano-Partito Socialista Democratico Italiano-Partito Radicale | 166 980                  | 17,25                    | n.d.                     | 2     | n.d.  |
|                                    | Movimento Sociale Italiano - Destra Nazionale                                        | 101 675                  | 10,50                    | -0,18                    | 1     | /     |
|                                    | Partito Repubblicano Italiano                                                        | 17 246                   | 1,78                     | n.d.                     | 0     | n.d.  |
|                                    | Democrazia Proletaria                                                                | 17 220                   | 1,78                     | +1,04                    | 0     | /     |
|                                    | Partito Liberale Italiano                                                            | 9 048                    | 0,93                     | n.d.                     | 0     | n.d.  |
|                                    | Liga Veneta-Pensionati Uniti                                                         | 6 344                    | 0,66                     | n.d.                     | 0     | n.d.  |
|                                    | Partito Sardo d'Azione                                                               | 4 812                    | 0,50                     | n.d.                     | o     | n.d.  |
|                                    | Alleanza Popolare Pensionati                                                         | 1 577                    | 0,16                     | n.d.                     | 0     | n.d.  |
|                                    |                                                                                      |                          |                          |                          |       |       |
| Iscritti                           | Iscritti                                                                             | 1 318 951                | 100,00                   |                          |       |       |
| ↳ Votanti (% su iscritti)          | ↳ Votanti (% su iscritti)                                                            | 1 060 852                | 80,43                    | -1,45                    |       |       |
| ↳ Voti validi (% su votanti)       | ↳ Voti validi (% su votanti)                                                         | 968 077                  | 91,25                    |                          |       |       |
| ↳ Schede non valide (% su votanti) | ↳ Schede non valide (% su votanti)                                                   | 92 775                   | 8,75                     |                          |       |       |
| ↳ Astenuti (% su iscritti)         | ↳ Astenuti (% su iscritti)                                                           | 258 099                  | 19,57                    |                          |       |       |

| Eletti | Eletti                    |
| ------ | ------------------------- |
|        | Angelo Donato             |
|        | Antonino Murmura          |
|        | Pasquale Perugini         |
|        | Francesco Alberto Covello |
|        | Antonio Alberti           |
|        | Maurizio Mesoraca         |
|        | Carmine Garofalo          |
|        | Girolamo Tripodi          |
|        | Giuseppe Lelio Petronio   |
|        | Sisinio Zito              |
|        | Ciccio Franco             |

### XI Legislatura
| Partito                            | Partito                                       | Risultati 5 aprile 1992 | Risultati 5 aprile 1992 | Risultati 5 aprile 1992 | Seggi | Seggi |
| Partito                            | Partito                                       | Voti                    | %                       | ±                       | Num   | ±     |
| ---------------------------------- | --------------------------------------------- | ----------------------- | ----------------------- | ----------------------- | ----- | ----- |
|                                    | Democrazia Cristiana                          | 306 785                 | 32,40                   | -3,58                   | 5     | +1    |
|                                    | Partito Socialista Italiano                   | 183 051                 | 19,33                   | n.d.                    | 2     | n.d.  |
|                                    | Per la Calabria                               | 143 976                 | 15,21                   | n.d.                    | 2     | n.d.  |
|                                    | Movimento Sociale Italiano - Destra Nazionale | 114 610                 | 12,10                   | +1,6                    | 1     | /     |
|                                    | Partito della Rifondazione Comunista          | 100 379                 | 10,60                   | n.d.                    | 1     | n.d.  |
|                                    | Partito Socialista Democratico Italiano       | 59 322                  | 6,27                    | n.d.                    | 0     | n.d.  |
|                                    | Partito Liberale Italiano                     | 19 898                  | 2,10                    | +1,17                   | 0     | /     |
|                                    | (Lista Pannella)                              | 9 331                   | 0,99                    | n.d.                    | 0     | n.d.  |
|                                    | Lega Lombarda                                 | 5 132                   | 0,54                    | n.d.                    | o     | n.d.  |
|                                    | Federalismo - Pensionati Uomini Vivi          | 4 335                   | 0,46                    | n.d.                    | 0     | n.d.  |
|                                    |                                               |                         |                         |                         |       |       |
| Iscritti                           | Iscritti                                      | 1 318 951               | 100,00                  |                         |       |       |
| ↳ Votanti (% su iscritti)          | ↳ Votanti (% su iscritti)                     | 1 075 812               | 81,57                   | -2,96                   |       |       |
| ↳ Voti validi (% su votanti)       | ↳ Voti validi (% su votanti)                  | 946 819                 | 88,01                   |                         |       |       |
| ↳ Schede non valide (% su votanti) | ↳ Schede non valide (% su votanti)            | 128 993                 | 11,99                   |                         |       |       |
| ↳ Astenuti (% su iscritti)         | ↳ Astenuti (% su iscritti)                    | 243 139                 | 18,43                   |                         |       |       |

| Eletti | Eletti              |
| ------ | ------------------- |
|        | Francesco Covello   |
|        | Antonino Murmura    |
|        | Francesco Pistoia   |
|        | Angelo Donato       |
|        | Bruno Napoli        |
|        | Maurizio Mesoraca   |
|        | Carmine Garofalo    |
|        | Salvatore Frasca    |
|        | Sisinio Zito        |
|        | Virgilio Condarcuri |
|        | Renato Meduri       |

## Dal 1993 al 2005
Con la riforma elettorale maggioritaria del 1993, in prima istanza veniva eletto senatore il candidato che avesse riportato la maggioranza relativa dei suffragi in ciascun collegio. Nessun candidato poteva presentarsi in più di un collegio. I rimanenti seggi regionali erano invece assegnati assommando i voti di tutti i candidati uninominali perdenti che si fossero collegati in un gruppo regionale, utilizzando il metodo D'Hondt delle migliori medie: gli scranni così ottenuti da ciascun gruppo venivano assegnati, all'interno di essa, ai candidati perdenti che avessero ottenuto le migliori percentuali elettorali.

### Collegi elettorali
1. Castrovillari
2. Corigliano Calabro
3. Cosenza
4. Catanzaro
5. Crotone
6. Vibo Valentia
7. Palmi
8. Reggio Calabria

### XII legislatura

#### Risultati elettorali
|                               | Alleanza dei Progressisti             | 353 664   | 39,06 | 7  |  |  |  |  |  |
|                               | Polo del Buon Governo                 | 311 016   | 34,35 | 3  |  |  |  |  |  |
|                               | Patto per l'Italia                    | 210 862   | 23,29 | 1  |  |  |  |  |  |
|                               | Movimento Federalista Calabria Libera | 29 997    | 3,31  | –  |  |  |  |  |  |
| Totale                        | Totale                                | 905 539   | 100   | 11 |  |  |  |  |  |
|                               |                                       |           |       |    |  |  |  |  |  |
| Voti non validi               | Voti non validi                       | 158 205   | 14,87 |    |  |  |  |  |  |
| Votanti                       | Votanti                               | 1 063 744 | 70,99 |    |  |  |  |  |  |
| Elettori                      | Elettori                              | 1 498 460 |       |    |  |  |  |  |  |
|                               |                                       |           |       |    |  |  |  |  |  |
| Data: 27 marzo 1994           |                                       |           |       |    |  |  |  |  |  |
| Fonte: Ministero dell'interno |                                       |           |       |    |  |  |  |  |  |

#### Eletti
Eletti nei Progressisti (PDS - PRC - FdV - PSI - Rete - AD)
     Eletti nel Polo del Buon Governo (FI - LN - CCD - UdC - PLD)
     Eletti nel Patto per l'Italia (PPI - PS)
| Collegio               | Eletto | Eletto                          | Partito | Quota |
| ---------------------- | ------ | ------------------------------- | ------- | ----- |
| 1 - Castrovillari      |        | Antonella Bruno Ganeri          |         | Magg. |
| 1 - Castrovillari      |        | Giuseppe Camo                   |         | Prop. |
| 2 - Corigliano Calabro |        | Cesare Marini                   |         | Magg. |
| 3 - Cosenza            |        | Carmine Garofalo (fino al 1995) |         | Magg. |
| 3 - Cosenza            |        | Massimo Veltri (dal 1995)       |         | Magg. |
| 4 - Catanzaro          |        | Aldo Corasaniti                 |         | Magg. |
| 4 - Catanzaro          |        | Ida D'Ippolito Vitale           |         | Prop. |
| 5 - Crotone            |        | Giuseppe Pugliese               |         | Magg. |
| 6 - Vibo Valentia      |        | Saverio Di Bella                |         | Magg. |
| 6 - Vibo Valentia      |        | Francesco Bevilacqua            |         | Prop. |
| 7 - Palmi              |        | Girolamo Tripodi                |         | Magg. |
| 8 - Reggio Calabria    |        | Renato Meduri                   |         | Magg. |

### XIII legislatura

#### Risultati elettorali
|                               | Polo per le Libertà                | 393 393   | 44,84 | 6  |  |  |  |  |  |
|                               | L'Ulivo                            | 322 063   | 36,71 | 5  |  |  |  |  |  |
|                               | Progressisti                       | 79 051    | 9,01  | –  |  |  |  |  |  |
|                               | Movimento Sociale Fiamma Tricolore | 51 958    | 5,92  | –  |  |  |  |  |  |
|                               | Partito Socialista                 | 28 660    | 3,27  | –  |  |  |  |  |  |
|                               | Colpisci il Centro                 | 2 178     | 0,25  | –  |  |  |  |  |  |
| Totale                        | Totale                             | 877 303   | 100   | 11 |  |  |  |  |  |
|                               |                                    |           |       |    |  |  |  |  |  |
| Voti non validi               | Voti non validi                    | 141 212   | 13,86 |    |  |  |  |  |  |
| Votanti                       | Votanti                            | 1 018 515 | 66,25 |    |  |  |  |  |  |
| Elettori                      | Elettori                           | 1 537 448 |       |    |  |  |  |  |  |
|                               |                                    |           |       |    |  |  |  |  |  |
| Data: 21 aprile 1996          |                                    |           |       |    |  |  |  |  |  |
| Fonte: Ministero dell'interno |                                    |           |       |    |  |  |  |  |  |

#### Eletti
Eletti nel Polo per le Libertà (FI - AN - CCD-CDU)
     Eletti nell'Ulivo (PDS - PPI - RI - FdV)
| Collegio               | Eletto | Eletto                  | Partito | Quota |
| ---------------------- | ------ | ----------------------- | ------- | ----- |
| 1 - Castrovillari      |        | Giuseppe Camo           |         | Magg. |
| 1 - Castrovillari      |        | Antonella Bruno Ganeri  |         | Prop. |
| 2 - Corigliano Calabro |        | Cesare Marini           |         | Magg. |
| 3 - Cosenza            |        | Massimo Veltri          |         | Magg. |
| 4 - Catanzaro          |        | Donato Veraldi          |         | Magg. |
| 4 - Catanzaro          |        | Agazio Loiero           |         | Prop. |
| 5 - Crotone            |        | Vincenzo Mungari        |         | Magg. |
| 6 - Vibo Valentia      |        | Luigi Lombardi Satriani |         | Magg. |
| 6 - Vibo Valentia      |        | Francesco Bevilacqua    |         | Prop. |
| 7 - Palmi              |        | Bruno Napoli            |         | Magg. |
| 8 - Reggio Calabria    |        | Renato Meduri           |         | Magg. |

### XIV legislatura

#### Risultati elettorali
|                               | Casa delle Libertà                   | 392 214   | 41,27 | 6  |  |  |  |  |  |
|                               | L'Ulivo                              | 347 059   | 36,52 | 5  |  |  |  |  |  |
|                               | Democrazia Europea                   | 60 467    | 6,36  | –  |  |  |  |  |  |
|                               | Partito della Rifondazione Comunista | 59 939    | 6,31  | –  |  |  |  |  |  |
|                               | Lista Di Pietro                      | 39 257    | 4,13  | –  |  |  |  |  |  |
|                               | Fiamma Tricolore                     | 23 548    | 2,48  | –  |  |  |  |  |  |
|                               | Lista Emma Bonino                    | 11 765    | 1,24  | –  |  |  |  |  |  |
|                               | Basta! I Liberaldemocratici          | 9 106     | 0,96  | –  |  |  |  |  |  |
|                               | Forza Chiappetta                     | 6 932     | 0,73  | –  |  |  |  |  |  |
| Totale                        | Totale                               | 950 287   | 100   | 11 |  |  |  |  |  |
|                               |                                      |           |       |    |  |  |  |  |  |
| Voti non validi               | Voti non validi                      | 143 305   | 13,10 |    |  |  |  |  |  |
| Votanti                       | Votanti                              | 1 093 592 | 68,58 |    |  |  |  |  |  |
| Elettori                      | Elettori                             | 1 594 537 |       |    |  |  |  |  |  |
|                               |                                      |           |       |    |  |  |  |  |  |
| Data: 13 maggio 2001          |                                      |           |       |    |  |  |  |  |  |
| Fonte: Ministero dell'interno |                                      |           |       |    |  |  |  |  |  |

#### Eletti
Eletti nella Casa delle Libertà (FI - AN - CCD-CDU - NPSI)
     Eletti nell'Ulivo (DS - DL - SDI - FdV - PdCI)
| Collegio               | Eletto | Eletto                | Partito | Quota |
| ---------------------- | ------ | --------------------- | ------- | ----- |
| 1 - Castrovillari      |        | Gino Trematerra       |         | Magg. |
| 2 - Corigliano Calabro |        | Cesare Marini         |         | Magg. |
| 3 - Cosenza            |        | Antonio Gentile       |         | Magg. |
| 3 - Cosenza            |        | Achille Occhetto      |         | Prop. |
| 4 - Catanzaro          |        | Ida D'Ippolito Vitale |         | Magg. |
| 4 - Catanzaro          |        | Donato Veraldi        |         | Prop. |
| 5 - Crotone            |        | Nicodemo Filippelli   |         | Magg. |
| 6 - Vibo Valentia      |        | Francesco Bevilacqua  |         | Magg. |
| 6 - Vibo Valentia      |        | Nuccio Iovene         |         | Prop. |
| 7 - Palmi              |        | Francesco Crinò       |         | Magg. |
| 8 - Reggio Calabria    |        | Renato Meduri         |         | Magg. |

## Dal 2005 al 2017
Con l'entrata in vigore della legge Calderoli, per l'elezione del Senato viene adottato un sistema elettorale proporzionale con liste bloccate, soglia di sbarramento e premio di maggioranza su base regionale. Alla ripartizione dei seggi, che avviene secondo il metodo Hare dei quozienti interi e dei più alti resti, concorrono le liste che nell'ambito della circoscrizione regionale abbiano ottenuto almeno l'8% dei voti validi, oppure almeno il 3% se esse sono parte di una coalizione che abbia ottenuto almeno il 20%. In ogni caso, alla coalizione o lista singola più votata è attribuito almeno il 55% dei seggi: se tale soglia non è raggiunta, viene assegnato un premio di maggioranza, in forma di seggi supplementari, che riduce quelli attribuiti alle altre forze politiche.

### XV legislatura

#### Risultati elettorali
|                               | Democratici di Sinistra                           | 143 536   | 14,45 | 2  |  |  |  |  |  |
|                               | La Margherita                                     | 102 324   | 10,30 | 1  |  |  |  |  |  |
|                               | Partito della Rifondazione Comunista              | 72 466    | 7,29  | 1  |  |  |  |  |  |
|                               | Lista Consumatori                                 | 52 280    | 5,26  | 1  |  |  |  |  |  |
|                               | Popolari UDEUR                                    | 42 053    | 4,23  | 1  |  |  |  |  |  |
|                               | Insieme con l'Unione                              | 40 088    | 4,03  | –  |  |  |  |  |  |
|                               | Rosa nel Pugno                                    | 39 092    | 3,93  | –  |  |  |  |  |  |
|                               | I Socialisti                                      | 27 525    | 2,77  | –  |  |  |  |  |  |
|                               | Italia dei Valori                                 | 26 166    | 2,63  | –  |  |  |  |  |  |
|                               | Partito Socialista Democratico Italiano           | 8 348     | 0,84  | –  |  |  |  |  |  |
|                               | Movimento Repubblicani Europei                    | 5 125     | 0,52  | –  |  |  |  |  |  |
|                               | Partito Pensionati                                | 4 925     | 0,50  | –  |  |  |  |  |  |
|                               | Totale coalizione                                 | 563 928   | 56,76 | 6  |  |  |  |  |  |
|                               | Forza Italia                                      | 203 386   | 20,47 | 2  |  |  |  |  |  |
|                               | Alleanza Nazionale                                | 111 365   | 11,21 | 1  |  |  |  |  |  |
|                               | Unione dei Democratici Cristiani                  | 71 562    | 7,20  | 1  |  |  |  |  |  |
|                               | Alternativa Sociale                               | 8 187     | 0,82  | –  |  |  |  |  |  |
|                               | Democrazia Cristiana per le Autonomie – Nuovo PSI | 8 074     | 0,81  | –  |  |  |  |  |  |
|                               | Lega Nord – MPA                                   | 7 442     | 0,75  | –  |  |  |  |  |  |
|                               | Fiamma Tricolore                                  | 7 176     | 0,72  | –  |  |  |  |  |  |
|                               | Partito Repubblicano Italiano                     | 5 799     | 0,58  | –  |  |  |  |  |  |
|                               | Totale coalizione                                 | 422 991   | 42,57 | 4  |  |  |  |  |  |
|                               | Per il Sud                                        | 4 551     | 0,46  | –  |  |  |  |  |  |
|                               | Italia Moderata                                   | 2 076     | 0,21  | –  |  |  |  |  |  |
| Totale                        | Totale                                            | 993 546   | 100   | 10 |  |  |  |  |  |
|                               |                                                   |           |       |    |  |  |  |  |  |
| Voti non validi               | Voti non validi                                   | 52 818    | 5,05  |    |  |  |  |  |  |
| Votanti                       | Votanti                                           | 1 046 364 | 74,44 |    |  |  |  |  |  |
| Elettori                      | Elettori                                          | 1 405 590 |       |    |  |  |  |  |  |
|                               |                                                   |           |       |    |  |  |  |  |  |
| Fonte: Ministero dell'interno |                                                   |           |       |    |  |  |  |  |  |

#### Eletti
| Democratici di Sinistra                                  | Democrazia è Libertà - La Margherita | Partito della Rifondazione Comunista |
| -------------------------------------------------------- | ------------------------------------ | ------------------------------------ |
|                                                          |                                      |                                      |
| - → Nicola Latorre - Rosa Maria Villecco - Nuccio Iovene | - → Enzo Bianco - Franco Bruno       | - Fosco Giannini                     |
| - → Nicola Latorre - Rosa Maria Villecco - Nuccio Iovene | Lista Consumatori                    | Udeur                                |
| - → Nicola Latorre - Rosa Maria Villecco - Nuccio Iovene |                                      |                                      |
| - → Nicola Latorre - Rosa Maria Villecco - Nuccio Iovene | - Pietro Fuda                        | - Clemente Mastella                  |

| Forza Italia                                            | Alleanza Nazionale   | Unione dei Democratici Cristiani e di Centro |
| ------------------------------------------------------- | -------------------- | -------------------------------------------- |
|                                                         |                      |                                              |
| - → Lucio Stanca - Antonio Gentile - Giancarlo Pittelli | - Giuseppe Valentino | - → Francesco D'Onofrio - Gino Trematerra    |

1. ↑  Opta per la circoscrizione Puglia
2. ↑  Opta per la circoscrizione Sicilia
3. ↑  Opta per la circoscrizione Piemonte
4. ↑  Opta per la circoscrizione Veneto

### XVI legislatura

#### Risultati elettorali
|                               | Il Popolo della Libertà              | 395 339   | 42,14 | 6  |  |  |  |  |  |
|                               | Movimento per l'Autonomia            | 23 160    | 2,47  | –  |  |  |  |  |  |
|                               | Totale coalizione                    | 418 499   | 44,61 | 6  |  |  |  |  |  |
|                               | Partito Democratico                  | 309 662   | 33,01 | 4  |  |  |  |  |  |
|                               | Italia dei Valori                    | 33 941    | 3,62  | –  |  |  |  |  |  |
|                               | Totale coalizione                    | 343 603   | 36,62 | 4  |  |  |  |  |  |
|                               | Unione di Centro                     | 74 458    | 7,94  | –  |  |  |  |  |  |
|                               | La Sinistra l'Arcobaleno             | 30 545    | 3,26  | –  |  |  |  |  |  |
|                               | Partito Socialista                   | 26 091    | 2,78  | –  |  |  |  |  |  |
|                               | La Destra - Fiamma Tricolore         | 17 505    | 1,87  | –  |  |  |  |  |  |
|                               | Partito Comunista dei Lavoratori     | 6 503     | 0,69  | –  |  |  |  |  |  |
|                               | Partito Liberale Italiano            | 4 765     | 0,51  | –  |  |  |  |  |  |
|                               | Sinistra Critica                     | 4 486     | 0,48  | –  |  |  |  |  |  |
|                               | Lista dei Grilli Parlanti            | 3 396     | 0,36  | –  |  |  |  |  |  |
|                               | Unione Democratica per i Consumatori | 2 328     | 0,25  | –  |  |  |  |  |  |
|                               | Forza Nuova                          | 2 179     | 0,23  | –  |  |  |  |  |  |
|                               | Per il Bene Comune                   | 1 990     | 0,21  | –  |  |  |  |  |  |
|                               | Movimento Europeo Diversamente Abili | 1 855     | 0,20  | –  |  |  |  |  |  |
| Totale                        | Totale                               | 938 203   | 100   | 10 |  |  |  |  |  |
|                               |                                      |           |       |    |  |  |  |  |  |
| Voti non validi               | Voti non validi                      | 64 772    | 6,46  |    |  |  |  |  |  |
| Votanti                       | Votanti                              | 1 002 975 | 71,20 |    |  |  |  |  |  |
| Elettori                      | Elettori                             | 1 408 613 |       |    |  |  |  |  |  |
|                               |                                      |           |       |    |  |  |  |  |  |
| Fonte: Ministero dell'interno |                                      |           |       |    |  |  |  |  |  |

#### Eletti
| Il Popolo della Libertà | Partito Democratico                                                 |
| --- | ------------------------------------------------------------------- |
| |                                                                     |
| - Nitto Francesco Palma - Giuseppe Valentino - Antonio Gentile - Vincenzo Speziali - Francesco Bevilacqua - Battista Caligiuri | - Luigi De Sena - Franco Bruno - Daniela Mazzuconi - Dorina Bianchi |

### XVII legislatura

#### Risultati elettorali
|                               | Il Popolo della Libertà          | 218 204   | 26,12 | 5  |  |  |  |  |  |
|                               | Grande Sud                       | 27 219    | 3,26  | 1  |  |  |  |  |  |
|                               | Fratelli d'Italia                | 11 880    | 1,42  | –  |  |  |  |  |  |
|                               | La Destra                        | 7 757     | 0,93  | –  |  |  |  |  |  |
|                               | Intesa Popolare                  | 7 085     | 0,85  | –  |  |  |  |  |  |
|                               | Moderati in Rivoluzione          | 4 002     | 0,48  | –  |  |  |  |  |  |
|                               | Lega Nord                        | 2 123     | 0,25  | –  |  |  |  |  |  |
|                               | Totale coalizione                | 278 270   | 33,31 | 6  |  |  |  |  |  |
|                               | Partito Democratico              | 194 679   | 23,30 | 2  |  |  |  |  |  |
|                               | Sinistra Ecologia Libertà        | 33 093    | 3,96  | –  |  |  |  |  |  |
|                               | Partito Socialista Italiano      | 19 988    | 2,39  | –  |  |  |  |  |  |
|                               | Centro Democratico               | 16 692    | 2,00  | –  |  |  |  |  |  |
|                               | Totale coalizione                | 264 452   | 31,65 | 2  |  |  |  |  |  |
|                               | Movimento 5 Stelle               | 185 411   | 22,19 | 2  |  |  |  |  |  |
|                               | Con Monti per l'Italia           | 63 443    | 7,59  | –  |  |  |  |  |  |
|                               | Rivoluzione Civile               | 20 790    | 2,49  | –  |  |  |  |  |  |
|                               | Riformisti Italiani              | 4 749     | 0,57  | –  |  |  |  |  |  |
|                               | Partito Comunista dei Lavoratori | 4 707     | 0,56  | –  |  |  |  |  |  |
|                               | Fiamma Tricolore                 | 3 738     | 0,45  | –  |  |  |  |  |  |
|                               | Io Amo l'Italia                  | 3 452     | 0,41  | –  |  |  |  |  |  |
|                               | Fare per Fermare il Declino      | 2 471     | 0,30  | –  |  |  |  |  |  |
|                               | Forza Nuova                      | 2 308     | 0,28  | –  |  |  |  |  |  |
|                               | CasaPound                        | 1 629     | 0,19  | –  |  |  |  |  |  |
| Totale                        | Totale                           | 835 420   | 100   | 10 |  |  |  |  |  |
|                               |                                  |           |       |    |  |  |  |  |  |
| Voti non validi               | Voti non validi                  | 53 717    | 6,04  |    |  |  |  |  |  |
| Votanti                       | Votanti                          | 889 137   | 62,81 |    |  |  |  |  |  |
| Elettori                      | Elettori                         | 1 415 635 |       |    |  |  |  |  |  |
|                               |                                  |           |       |    |  |  |  |  |  |
| Fonte: Ministero dell'interno |                                  |           |       |    |  |  |  |  |  |

#### Eletti
| Il Popolo della Libertà                                                                                      | Partito Democratico             | Movimento 5 Stelle                  | Grande Sud                  |
| --- | ------------------------------- | ----------------------------------- | --------------------------- |
| |                                 |                                     |                             |
| - → Silvio Berlusconi - Antonio Gentile - Nico D'Ascola - Piero Aiello - Antonio Caridi - Domenico Scilipoti | - Marco Minniti - Doris Lo Moro | - Francesco Molinari - Nicola Morra | - Giovanni Emanuele Bilardi |

1. ↑  Opta per la circoscrizione Molise

## Dal 2017

### Collegi elettorali

#### Dal 2017 al 2020
Alla circoscrizione sono attribuiti 10 seggi: 4 sono assegnati con sistema maggioritario, in altrettanti collegi uninominali; 6 mediante sistema proporzionale, all'interno di un unico collegio plurinominale.
| Collegi plurinominali | Collegi plurinominali | Collegi uninominali                                                   |
| --------------------- | --------------------- | --------------------------------------------------------------------- |
|                       | Calabria - 01         | - 01 - Crotone - 02 - Cosenza - 03 - Catanzaro - 04 - Reggio Calabria |

#### Dal 2020
In seguito alla riforma costituzionale del 2020 in tema di riduzione del numero dei parlamentari, alla circoscrizione sono attribuiti 6 seggi: 2 sono assegnati mediante sistema maggioritario, in altrettanti collegi uninominali; 4 mediante sistema proporzionale, all'interno di un unico collegio plurinominale.
| Collegi plurinominali | Collegi plurinominali | Collegi uninominali                              |
| --------------------- | --------------------- | ------------------------------------------------ |
|                       | Calabria - 01         | - 01 - Corigliano-Rossano - 02 - Reggio Calabria |

### XVIII legislatura

#### Risultati
|                               | Movimento 5 Stelle                          | 369 365   | 43,57 | 3 | 369 365 | 43,57 | 3 |  |  |
|                               | Forza Italia                                | 181 849   | 21,45 | 1 | 279 706 | 32,99 | 1 |  |  |
|                               | Lega                                        | 49 797    | 5,87  | 1 | 279 706 | 32,99 | 1 |  |  |
|                               | Fratelli d'Italia                           | 34 863    | 4,11  | – | 279 706 | 32,99 | 1 |  |  |
|                               | Noi con l'Italia – UDC                      | 13 197    | 1,56  | – | 279 706 | 32,99 | 1 |  |  |
|                               | Partito Democratico                         | 123 206   | 14,53 | 1 | 139 812 | 16,49 | – |  |  |
|                               | +Europa                                     | 6 870     | 0,81  | – | 139 812 | 16,49 | – |  |  |
|                               | Italia Europa Insieme                       | 5 438     | 0,64  | – | 139 812 | 16,49 | – |  |  |
|                               | Civica Popolare                             | 4 298     | 0,51  | – | 139 812 | 16,49 | – |  |  |
|                               | Liberi e Uguali                             | 23 101    | 2,72  | – | 23 101  | 2,72  | – |  |  |
|                               | Potere al Popolo!                           | 8 692     | 1,03  | – | 8 692   | 1,03  | – |  |  |
|                               | CasaPound                                   | 5 872     | 0,69  | – | 5 872   | 0,69  | – |  |  |
|                               | Il Popolo della Famiglia                    | 5 187     | 0,61  | – | 5 187   | 0,61  | – |  |  |
|                               | Partito Comunista                           | 4 612     | 0,54  | – | 4 612   | 0,54  | – |  |  |
|                               | Italia agli Italiani (FT - FN)              | 4 103     | 0,48  | – | 4 103   | 0,48  | – |  |  |
|                               | Partito Valore Umano                        | 2 922     | 0,34  | – | 2 922   | 0,34  | – |  |  |
|                               | Destre Unite                                | 1 769     | 0,21  | – | 1 769   | 0,21  | – |  |  |
|                               | Per una Sinistra Rivoluzionaria (PCL - SCR) | 1 371     | 0,16  | – | 1 371   | 0,16  | – |  |  |
|                               | Lista del Popolo per la Costituzione        | 1 272     | 0,15  | – | 1 272   | 0,15  | – |  |  |
| Totale                        | Totale                                      | 847 784   | 100   | 6 | 847 784 | 100   | 4 |  |  |
|                               |                                             |           |       |   |         |       |   |  |  |
| Schede bianche                | Schede bianche                              | 16 216    | 1,82  |   |         |       |   |  |  |
| Schede nulle                  | Schede nulle                                | 26 590    | 2,99  |   |         |       |   |  |  |
| Votanti                       | Votanti                                     | 890 590   | 63,51 |   |         |       |   |  |  |
| Elettori                      | Elettori                                    | 1 402 353 |       |   |         |       |   |  |  |
|                               |                                             |           |       |   |         |       |   |  |  |
| Fonte: Ministero dell'interno |                                             |           |       |   |         |       |   |  |  |

#### Eletti

##### Eletti maggioritario
Eletti nel Movimento 5 Stelle
     Eletti nella coalizione di centro-destra (FI - Lega - FdI - NcI-UDC)
| Collegio uninominale  | Eletto | Eletto             | Partito |
| --------------------- | ------ | ------------------ | ------- |
| 1. Crotone            |        | Margherita Corrado | M5S     |
| 2. Cosenza            |        | Nicola Morra       | M5S     |
| 3. Catanzaro          |        | Silvia Vono        | M5S     |
| 4. Reggio di Calabria |        | Marco Siclari      | FI      |

1. ↑  In data 19.02.2021 aderisce al gruppo misto, non iscritti; in data 22.06.2021 alla componente «l'Alternativa c'è-Lista del Popolo per la Costituzione»; in data 09.11.2021 torna nei non iscritti; in data 27.01.2022 aderisce al gruppo Uniti per la Costituzione-C.A.L. (Costituzione, Ambiente, Lavoro); in data 29.01.2022 torna nel gruppo misto, non iscritti; in data 27.04.2022 aderisce al gruppo Uniti per la Costituzione-CAL.
2. ↑  In data 19.02.2021 aderisce al gruppo misto, non iscritti.
3. ↑  In data 25.09.2019 aderisce al gruppo Italia Viva-P.S.I.; in data 19.01.2022 al gruppo Forza Italia Berlusconi Presidente-UDC.

##### Eletti proporzionale
| Collegio plurinominale | M5S                                                            | Forza Italia                                                        | Partito Democratico | Lega                            |
| ---------------------- | -------------------------------------------------------------- | ------------------------------------------------------------------- | ------------------- | ------------------------------- |
| Collegio plurinominale |                                                                |                                                                     |                     |                                 |
| 1. Calabria - 01       | - Bianca Laura Granato - Giuseppe Auddino - Rosa Silvana Abate | - Giuseppe Tommaso Vincenzo Mangialavori - Fulvia Michela Caligiuri | - Ernesto Magorno   | - Matteo Salvini - Tilde Minasi |

1. ↑  In data 19.02.2021 aderisce al gruppo misto, non iscritti; in data 22.06.2021 alla componente «l'Alternativa c'è-Lista del Popolo per la Costituzione»; in data 09.11.2021 torna nei non iscritti; in data 27.01.2022 aderisce al gruppo Uniti per la Costituzione-C.A.L. (Costituzione, Ambiente, Lavoro); in data 29.01.2022 torna nel gruppo misto, non iscritti; in data 27.04.2022 aderisce al gruppo Uniti per la Costituzione-CAL.
2. ↑  In data 19.02.2021 aderisce al gruppo misto, non iscritti; in data 27.01.2022 aderisce al gruppo C.A.L. (Costituzione, Ambiente, Lavoro) - Idv; in data 29.01.2022 torna nel gruppo misto, non iscritti; in data 27.04.2022 aderisce al gruppo Uniti per la Costituzione-C.A.L. (Costituzione, Ambiente, Lavoro).
3. ↑  Elezione convalidata il 31.07.2019 a seguito di un riconteggio di voti che le assegna il seggio precedentemente attribuito a Matteo Salvini. Fulvia Caligiuri nuova senatrice di Forza Italia, la Lega perde il seggio in Calabria
4. ↑  In data 18.09.2019 aderisce al gruppo Italia Viva-P.S.I..
5. ↑  Elezione annullata il 31.07.2019 a seguito di un riconteggio di voti che riassegna il suo seggio a Fulvia Michela Caligiuri.
6. ↑  Proclamata il 02.12.2021 in sostituzione di Paolo Saviane, deceduto in data 20.08.2021, poiché la Lega aveva esaurito tutti i candidati della circoscrizione Veneto. Dimissionaria in data 30.03.2022 (assume la carica di assessora nella giunta regionale calabra); Fausto De Angelis le subentra il giorno successivo.

### XIX legislatura

#### Risultati elettorali
|                               | Fratelli d'Italia                                       | 136 403   | 19,00 | 1 | 299 180 | 41,67 | 2 |  |  |
|                               | Forza Italia                                            | 115 502   | 16,09 | 1 | 299 180 | 41,67 | 2 |  |  |
|                               | Lega per Salvini Premier                                | 41 357    | 5,76  | – | 299 180 | 41,67 | 2 |  |  |
|                               | Noi Moderati                                            | 5 918     | 0,82  | – | 299 180 | 41,67 | 2 |  |  |
|                               | Movimento 5 Stelle                                      | 211 525   | 29,46 | 1 | 211 525 | 29,46 | – |  |  |
|                               | Partito Democratico - Italia Democratica e Progressista | 105 131   | 14,64 | 1 | 128 891 | 17,95 | – |  |  |
|                               | Alleanza Verdi e Sinistra                               | 10 741    | 1,50  | – | 128 891 | 17,95 | – |  |  |
|                               | +Europa                                                 | 8 017     | 1,12  | – | 128 891 | 17,95 | – |  |  |
|                               | Impegno Civico – Centro Democratico                     | 5 002     | 0,70  | – | 128 891 | 17,95 | – |  |  |
|                               | Azione - Italia Viva                                    | 28 508    | 3,97  | – | 28 508  | 3,97  | – |  |  |
|                               | Unione Popolare                                         | 14 729    | 2,05  | – | 14 729  | 2,05  | – |  |  |
|                               | Italexit                                                | 9 778     | 1,36  | – | 9 778   | 1,36  | – |  |  |
|                               | Italia Sovrana e Popolare                               | 9 554     | 1,33  | – | 9 554   | 1,33  | – |  |  |
|                               | Partito Comunista Italiano                              | 5 194     | 0,72  | – | 5 194   | 0,72  | – |  |  |
|                               | Sud chiama Nord                                         | 2 894     | 0,40  | – | 2 894   | 0,40  | – |  |  |
|                               | Alternativa per l'Italia (PdF - Exit)                   | 2 176     | 0,30  | – | 2 176   | 0,30  | – |  |  |
|                               | Partito Animalista – UCDL – 10 Volte Meglio             | 2 067     | 0,29  | – | 2 067   | 0,29  | – |  |  |
|                               | Vita                                                    | 1 437     | 0,20  | – | 1 437   | 0,20  | – |  |  |
|                               | Noi di Centro – Europeisti                              | 1 084     | 0,15  | – | 1 084   | 0,15  | – |  |  |
|                               | Forza del Popolo                                        | 873       | 0,12  | – | 873     | 0,12  | – |  |  |
| Totale                        | Totale                                                  | 717 890   | 100   | 4 | 717 890 | 100   | 2 |  |  |
|                               |                                                         |           |       |   |         |       |   |  |  |
| Voti non validi               | Voti non validi                                         | 42 465    | 5,58  |   |         |       |   |  |  |
| Votanti                       | Votanti                                                 | 760 355   | 50,80 |   |         |       |   |  |  |
| Elettori                      | Elettori                                                | 1 496 834 |       |   |         |       |   |  |  |
|                               |                                                         |           |       |   |         |       |   |  |  |
| Data: 25 settembre 2022       |                                                         |           |       |   |         |       |   |  |  |
| Fonte: Ministero dell'interno |                                                         |           |       |   |         |       |   |  |  |

#### Eletti

##### Eletti maggioritario
Eletti nella coalizione di centro-destra (FdI - Lega - FI - NM)
| Collegio uninominale    | Eletto | Eletto         | Partito           |
| ----------------------- | ------ | -------------- | ----------------- |
| 01 - Corigliano-Rossano |        | Ernesto Rapani | Fratelli d'Italia |
| 02 - Reggio Calabria    |        | Tilde Minasi   | Lega              |

##### Eletti proporzionale
| Collegio plurinominale | Movimento 5 Stelle   | Fratelli d'Italia  | Forza Italia     | Partito Democratico-IDP |
| ---------------------- | -------------------- | ------------------ | ---------------- | ----------------------- |
| Collegio plurinominale |                      |                    |                  |                         |
| 1. Calabria - 01       | - Roberto Scarpinato | - Fausto Orsomarso | - Mario Occhiuto | - Nicola Irto           |